# عمرو أسامة
عمرو أسامة (17 أكتوبر 1994) ممثل مصري .

## عن حياته
بدأ التمثيل منذ أن كان في العاشرة من عمره، وشارك بالتمثيل في أفلام (دكان شحاتة، كلمني شكرًا، كف القمر، فبراير الأسود)، كما عمل في الدراما التليفزيونية المصرية، حيث مثل في مسلسلات (الرحايا، جوز ماما، ذات).

## أعماله

### في المسلسلات
- تحت السيطرة
- ذات (بنت اسمها ذات)
- ابن ليل
- جوز ماما مين ج2
- حكايات رمضان أبو صيام
- الماعز الأليف

### في السينما
- فيلم فبراير الأسود
- فيلم كف القمر
- فيلم كلمني شكرا

## روابط خارجية
- عمرو أسامة على موقع الدهليز
- عمرو أسامة على موقع قاعدة بيانات الأفلام العربية